# Spatel

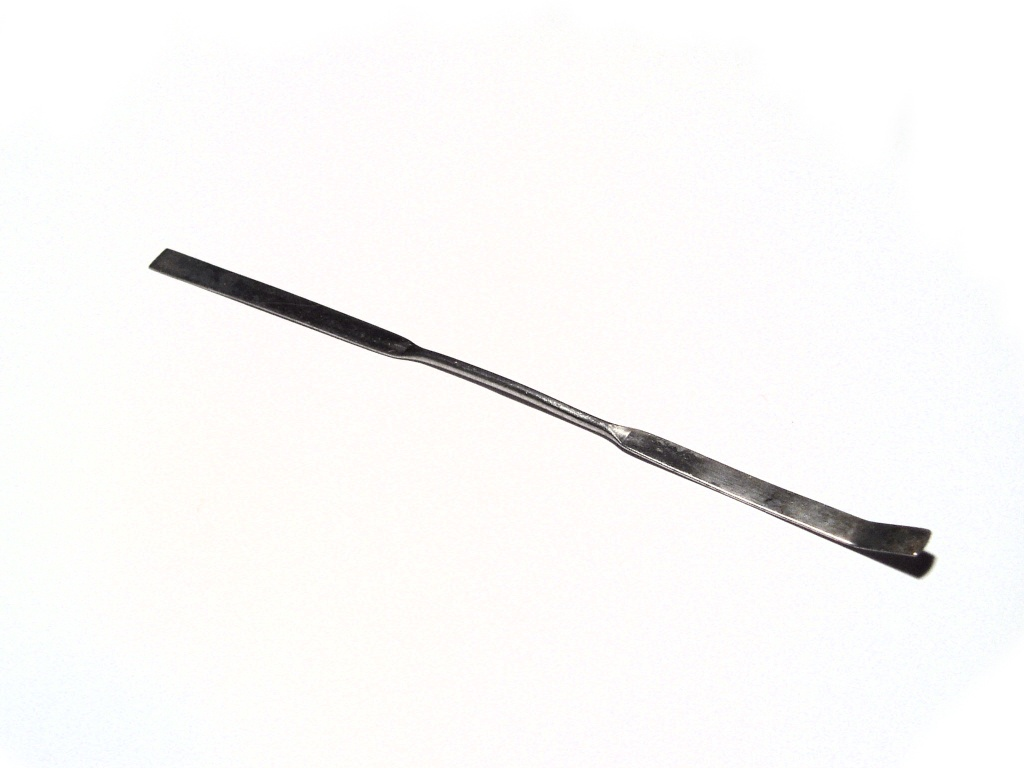
Laboratoriespatel

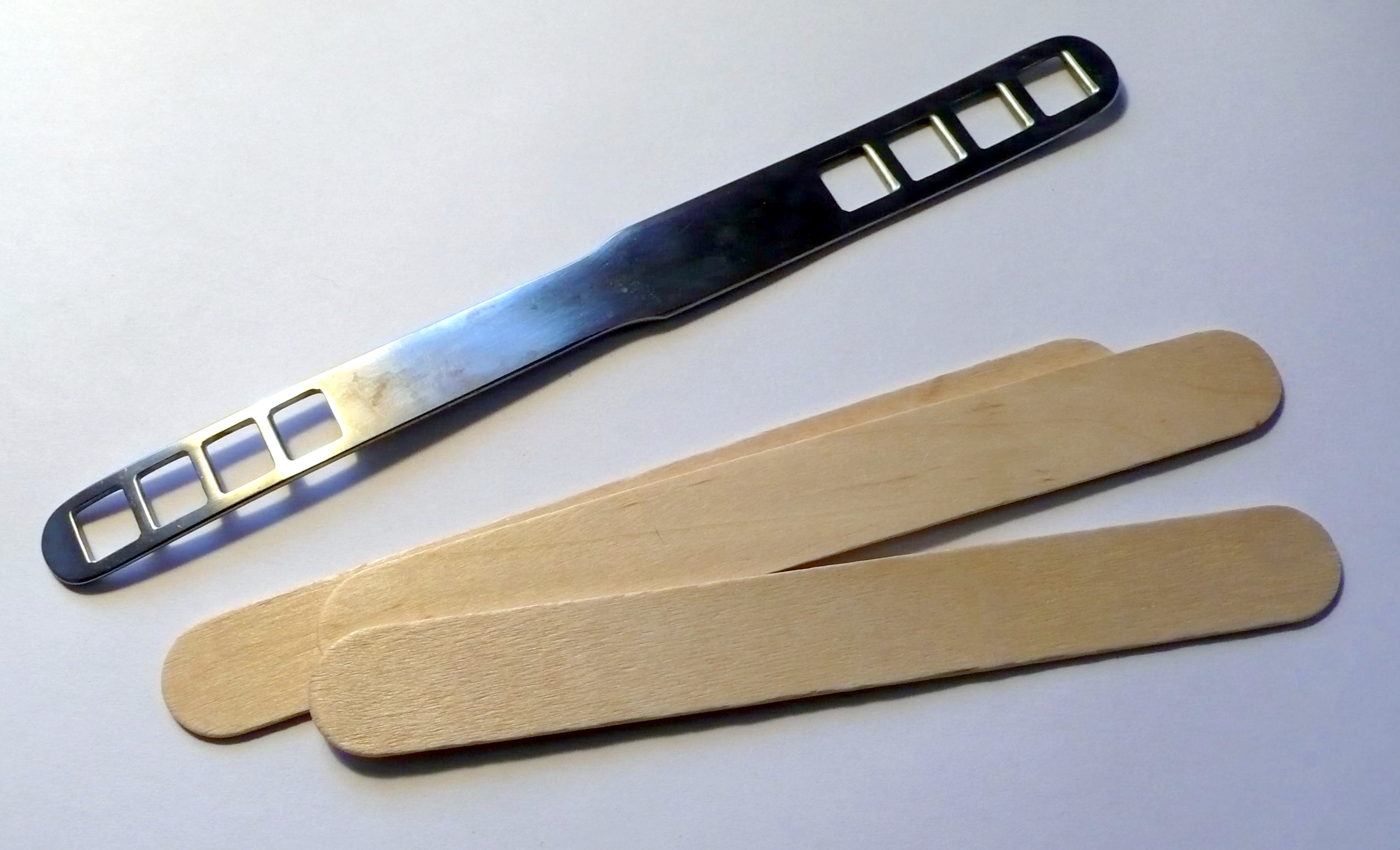
Munspatlar

En spatel är ett plant redskap som har ett tunt, långsmalt blad, ibland i kombination med ett skaft eller handtag. Spatlar av olika storlek förekommer som laboratorieutensilier, som köksredskap och i medicinska sammanhang. De kan vara gjorda av olika material, såsom metall (vanligen rostfritt stål), porslin, plast eller trä.
I laboratorier används spatlar för att hantera små mängder av pulver eller andra fasta ämnen. Spatlar används framför allt vid hantering av mindre mängder än som praktiskt kan hanteras med en liten sked, typiskt i milligram-området om det rör sig om en liten spatel.
I medicinska sammanhang används spatlar framför allt vid undersökningar av kroppsöppningar. Ett exempel är användning av en munspatel vid undersökning av munhåla och svalg.
Spatlar som köksredskap, som brukar vara av betydligt större storlek än spatlar för laboratorie- och medicinskt bruk, används bland annat för att täcka bakverk med glasyr, och jämna till denna.